# Paul G. Tremblay
Paul Gaetan Tremblay (Aurora, 30 juni 1971) is een Amerikaanse schrijver van sciencefiction- dark fantasy- en horrorboeken. Hij won onder meer een British Fantasy Award, een Locus Award en twee Bram Stoker Awards.

## Biografisch
Tremblay behaalde een bachelor aan het Providence College in Providence en een master in wiskunde aan de University of Vermont. Na zijn afstuderen ging hij werken als wiskundeleraar op een middelbare school Boston. Hier speelt ook zijn debuutroman The Little Sleep (2009) zich af, over een narcoleptische, hallucinerende privédetective genaamd Mark Genevich voor wie het moeilijk is om te bepalen welke aanwijzingen echt zijn en welke niet. Dit personage keerde een jaar later terug in Tremblays No Sleep till Wonderland. In de tussentijd breidde hij een eerder kort verhaal uit tot de novelle The Harlequin & the Train.
Tremblay bracht in 2015 A Head Full of Ghosts uit. Hierin vertoont een veertienjarig meisje tekenen van schizofrenie. Verschillende behandelwijzen worden daarna het onderwerp van een op sensatie beluste realityserie totdat alles eindigt in een tragedie. Jaren later wordt haar jongere zusje geïnterviewd en komt aan het licht wat er echt is gebeurd. Tremblay won hiervoor zijn eerste Bram Stoker Award. Daarna vielen ook zijn volgende twee (horror)boeken in de prijzen, Disappearance at Devil's Rock en The Cabin at the End of the World. Laatstgenoemde titel werd in 2023 verfilmd als Knock at the Cabin.